# Wynohradiwka (obwód kirowohradzki)
Wynohradiwka (ukr. Виноградівка) – wieś na Ukrainie, w obwodzie kirowohradzkim, w rejonie kropywnyckim, w hromadzie Kompanijiwka. W 2024 liczyła 252 mieszkańców.